# 白馬鎮 (南京市)
白馬鎮（はくばちん）とは、中国江蘇省南京市溧水区にある鎮である。

## 行政区画
白馬橋社区、上洋村、白馬村、石頭寨村、曹家橋村、大樹下村、革新村、朱家辺村、白龍村、浮山村。

## 歴史
1579年白鹿郷としておかれ、1934年は白龍郷に改名され1946年は白鹿郷になった。さらに1949年には白馬郷、1958年は公社となり1995年に今の名前となった。

## 観光
名勝の古跡として知られる、有迥峰山北麓仙人洞遺跡がある。